# Ulrike Trebesius
Ulrike Trebesius (ur. 17 kwietnia 1970 w Halle (Saale)) – niemiecka polityk i inżynier, deputowana do Parlamentu Europejskiego VIII kadencji.

## Życiorys
Z wykształcenia inżynier budownictwa, zawodowo związana ze średnimi przedsiębiorstwami w powiecie Pinneberg. W 2013 zaangażowała się w działalność polityczną w ramach Alternatywy dla Niemiec w kraju związkowym Szlezwik-Holsztyn. Bez powodzenia z jej ramienia w tym samym roku kandydowała do Bundestagu. W 2014 z listy wyborczej AfD uzyskała mandat eurodeputowanej VIII kadencji. W 2015 opuściła to ugrupowanie, współtworząc Sojusz dla Postępu i Przebudzenia (od 2016 pod nazwą Liberalno-Konserwatywni Reformatorzy). W 2016 przez kilka miesięcy pełniła funkcję przewodniczącej ugrupowania. W 2018 zrezygnowała z członkostwa w tej partii.